# SN 2003ge
SN 2003ge – supernowa typu Ia odkryta 21 czerwca 2003 roku w galaktyce NGC 6122. W momencie odkrycia miała maksymalną jasność 17,80m.